# Джоджуа, Давид
Давид Джоджуа (груз. დავით ჯოჯუა; род. 8 июня 1989, Самтредиа) — грузинский шахматист, гроссмейстер (2009). Старший тренер ФИДЕ (2015).
Чемпион Грузии среди юниоров (до 16 лет) 2005 года.
Чемпион Грузии 2016 года.
В составе национальной сборной участник пяти личных чемпионатов Европы (2002, 2008, 2015, 2017—2018).
Капитан и тренер женской сборной Грузии.

## Изменения рейтинга
| Графики недоступны из-за технических проблем. См. информацию на Фабрикаторе и на mediawiki.org. |